# Тейлор (Арканзас)
Тейлор (англ. Taylor, Arkansas) — город, расположенный в округе Колумбия (штат Арканзас, США) с населением в 566 человек по статистическим данным переписи 2000 года.

## География
По данным Бюро переписи населения США город Тейлор имеет общую площадь в 2,59 квадратных километров, водных ресурсов в черте населённого пункта не имеется.
Тейлор расположен на высоте 73 метров над уровнем моря.

## Демография
По данным переписи населения 2000 года в Тейлоре проживало 566 человек, 166 семей, насчитывалось 220 домашних хозяйств и 251 жилой дом. Средняя плотность населения составляла около 218 человек на один квадратный километр. Расовый состав Тейлора по данным переписи распределился следующим образом: 94,70 % белых, 3,71 % — чёрных или афроамериканцев, 0,53 % — коренных американцев, 0,18 % — выходцев с тихоокеанских островов, 0,88 % — представителей смешанных рас.
Испаноговорящие составили 0,53 % от всех жителей города.
Из 220 домашних хозяйств в 30,0 % — воспитывали детей в возрасте до 18 лет, 60,0 % представляли собой совместно проживающие супружеские пары, в 8,6 % семей женщины проживали без мужей, 24,1 % не имели семей. 22,3 % от общего числа семей на момент переписи жили самостоятельно, при этом 13,6 % составили одинокие пожилые люди в возрасте 65 лет и старше. Средний размер домашнего хозяйства составил 2,43 человек, а средний размер семьи — 2,78 человек.
Население города по возрастному диапазону по данным переписи 2000 года распределилось следующим образом: 21,2 % — жители младше 18 лет, 9,2 % — между 18 и 24 годами, 23,5 % — от 25 до 44 лет, 24,0 % — от 45 до 64 лет и 22,1 % — в возрасте 65 лет и старше. Средний возраст жителей составил 41 год. На каждые 100 женщин в Тейлоре приходилось 95,8 мужчин, при этом на каждые сто женщин 18 лет и старше приходилось 94,8 мужчин также старше 18 лет.
Средний доход на одно домашнее хозяйство в городе составил 31 534 доллара США, а средний доход на одну семью — 39 167 долларов. При этом мужчины имели средний доход в 30 750 долларов США в год против 18 125 долларов среднегодового дохода у женщин. Доход на душу населения в городе составил 13 725 долларов в год. 6,2 % от всего числа семей в округе и 9,5 % от всей численности населения находилось на момент переписи населения за чертой бедности, при этом 14,9 % из них были моложе 18 лет и 11,5 % — в возрасте 65 лет и старше.